# Killer Instinct (jeu vidéo, 2013)
 (octobre 2014).
Si vous disposez d'ouvrages ou d'articles de référence ou si vous connaissez des sites web de qualité traitant du thème abordé ici, merci de compléter l'article en donnant les références utiles à sa vérifiabilité et en les liant à la section « Notes et références ».
Killer Instinct est un jeu vidéo de combat développé par Double Helix Games, Rare et Microsoft Studios sous la supervision de Ken Lobb. Annoncé durant la conférence de presse de Microsoft lors de l'E3 2013, le jeu est disponible au téléchargement sur Xbox One lors du lancement de la console, le 22 novembre 2013 en Europe et en Amérique du Nord et le 4 septembre 2014 au Japon. Il s'agit du troisième volet de la série Killer Instinct.
Le 5 février 2014, Amazon annonce l'acquisition du studio Double Helix Games. Iron Galaxy Studios continue le développement du jeu après sa sortie, le jeu est enrichi de contenus supplémentaires, avec notamment l'apparition de nouveaux personnages en septembre 2014 (saison 2) et mars 2016 (saison 3). Le jeu est également porté sur Windows 10 en mars 2016.

## Trame

### Histoire
L'histoire se divise en 3 saisons :
- Saison 1 : L'histoire se focalise sur l'identité des anciens combattants du tournoi Killer Instinct et ce qu'ils sont devenus. Le boss principal de cette saison est Fulgore ou Shadow Jago si vous avez au moins 2 Supreme Victory et si vous faites un Ultra Combo contre le rival de votre personnage (ex: Jago vs Orchid).
- Saison 2 : L'histoire se focalise plus essentiellement sur la mégacorporation Ultratech, les protagonistes ayant été victimes de cette société, ainsi que l'apparition de 2 antagonistes : ARIA, une IA qui est la PDG d'Ultratech et Omen, le héraut de Gargos qui annonce l'arrivée de son maître.
- Saison 3 : L'histoire commence par l'arrivée du Shadow Lord Gargos, ce qui force Ultratech et les combattants de Killer Instinct de s'allier pour l'anéantir. Ce combat va tourner à l'avantage pour l'Alliance puisqu'ils bénéficieront de l'aide d'un autre Shadow Lord.

### Personnages
De nouveaux protagonistes rejoignent le jeu, en plus de tous les personnages des premiers épisodes de Killer Instinct, comme Sadira, assassin travaillant pour ARIA qui est la PDG d'Ultratech, Omen qui est le héraut de Gargos, Hisako, fantôme gardienne des portails entre la Terre et les cieux, ou encore Kilgore, le prototype de Fulgore. Au fur et à mesure, d'autres personnages apparaissent, tel que le golem Aganos, le sorcier responsable de la résurrection de Eyedol : Kan-Ra et dernièrement, le petit frère de Thunder, Eagle.

## Système de jeu
Le système de combos est conservé, ainsi que les anciens personnages. Il est à noter que les combos sont plus faciles à exécuter ainsi que les Combos Breakers que par rapport aux précédents jeux puisqu'il suffit d'appuyer deux touches coup de poing/coup de pied selon la force du coup (ex : Combo Breaker High : Coup de poing et de pied forts). De plus, tous les personnages, y compris les boss, peuvent exécuter un Ultra Combo, action qui n'était pas possible pour Eyedol et Gargos dans Killer Instinct et Killer Instinct 2. Après 20 ans d'absence, les Ultimates sont de retours lorsque l'on voit l'Ultimate de Jago contre Kilgore. Pour les activer, il suffit de commencer l'Ultra Combo et d'appuyer les 2 touches «Low» afin d'exécuter l'Ultimate.